# Josef Sablatnig

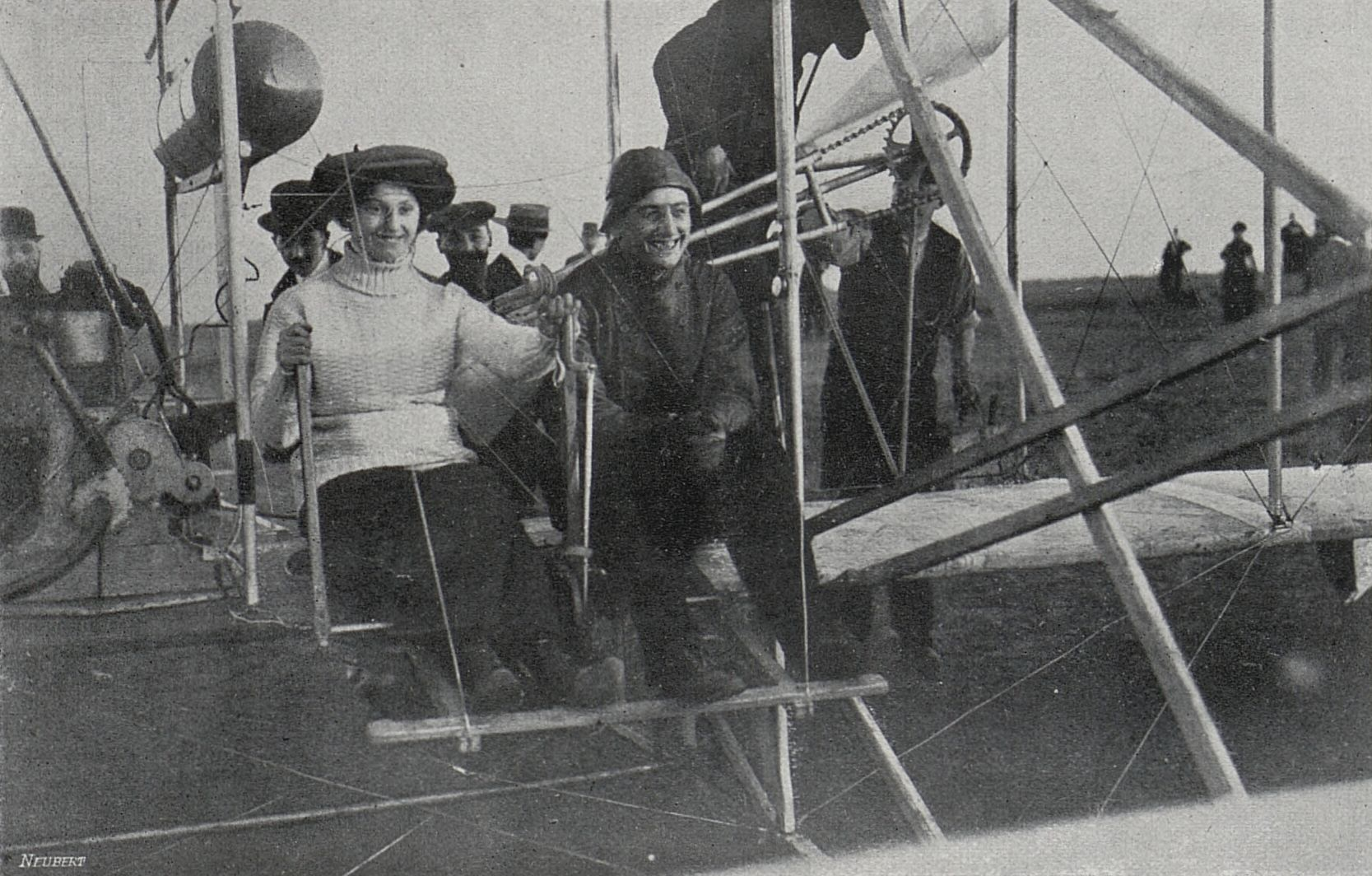
Sablatnig und Božena Kriegerová im Wright Flyer, 1910

Josef Sablatnig (auch: Joseph Sablatnig; * 9. Februar 1886 in Klagenfurt; † 28. Februar 1946 im Speziallager Nr. 2 Buchenwald) war ein österreichischer Pionier der Luftfahrt, des Flugzeugbaus und Luftverkehrs.

## Leben

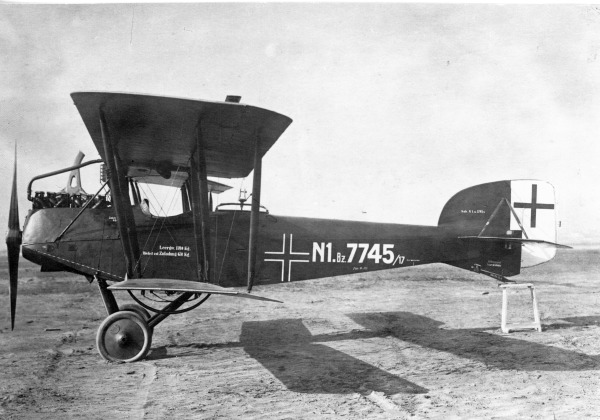
Sablatnig N I, 1916

Josef Sablatnig wurde im Haus Heuplatz 4 in der Klagenfurter Innenstadt geboren. Seine Eltern waren bäuerlicher Herkunft. Der Vater, Simon Sablatnig, war ein Fleischselcher und stammte aus Auen bei Schiefling am Wörthersee. Die Mutter, Anna geb. Ertl, stammte aus Radlach im oberen Drautal.
Sablatnig maturierte 1904 in Klagenfurt, wo er Mitglied des Corps Arminia wurde, und studierte anschließend Maschinenbau an der TH Graz, wo er der Grazer akademischen Burschenschaft Allemannia, der er bis zu seinem Tode angehörte, beitrat und E-Technik an der Technischen Hochschule Brünn studierte. Nach der II. Staatsprüfung im Jahr 1909 erhielt Sablatnig am 9. Dezember sein Diplom als Ingenieur. Während des Studiums kam er mit dem Motorrennsport in Kontakt und nahm in der Folge als Beifahrer von Otto Hieronimus an internationalen Autorennen im europäischen Ausland teil. Bei einem solchen Aufenthalt in Frankreich wurde er in Pau Zeuge der Flugvorführungen von Wilbur Wright. Als kurz darauf der Kärntener Automobilklub eine Luftfahrtabteilung gründete und auf Sablatnigs Rat hin einen Wright Flyer erwarb, begann er im Herbst 1909 bei der Flugmaschine Wright GmbH auf dem Flugplatz Johannisthal eine Ausbildung zum Piloten, die er in seinem Heimatland fortsetzte und am 24. August 1910 als zwölfter Österreicher abschloss. Noch vor Erwerb des Pilotenscheins führte er ab Mai mit dem Flyer öffentliche Schauflüge in Klagenfurt, Graz und Görz durch. Es folgte die Teilnahme an der Nationalen Flugwoche in Johannisthal, dem Wiener-Neustädter Flugmeeting und weitere Vorführungen in Prag, Lemberg und Wels.

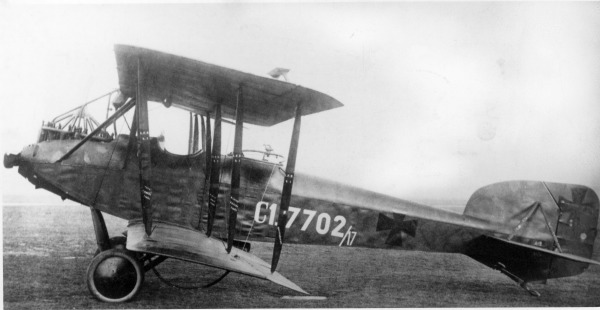
Sablatnig C I, 1917

1911 nahm er eine Tätigkeit bei Louis Blériot auf und danach auf Initiative von Manfréd Weiss in Wiener Neustadt bei den Österreichisch-ungarischen Autoplanwerken. Im selben Jahr erfolgte auf Anfrage von Prinz Heinrich von Preußen seine Umsiedlung und Einbürgerung nach Deutschland, wo Sablatnig 1913 für kurze Zeit Teilhaber der neugegründeten Union-Flugzeuwerke GmbH in Berlin-Teltow wurde.
Er galt als der erste Nachtpilot und stellte vor dem Ersten Weltkrieg mehrere Höhenflugrekorde sowie einen Distanzrekord mit der späteren Pilotin Lilly Steinschneider als Passagier auf.
Im Ersten Weltkrieg war er als Kriegsfreiwilliger unter Prinz Heinrich von Preußen in Kiel am Aufbau der deutschen Marineflieger beteiligt. 1915 gründete er seine eigene Flugzeugkonstruktionsfirma, die Sablatnig-Flugzeugbau GmbH, die die Typen Sablatnig SF 2, SF 5, SF 6 und SF 8 konstruierte und in kleiner Serie baute. Da die kleine Firma von den Fertigungsaufträgen überfordert war, wurde sie hierbei von der Luftfahrzeug-Gesellschaft m.b.H. unterstützt. Für den Flugzeugbau Friedrichshafen baute Sablatnig die FF 49 in Lizenz. 1918 erledigte er Flugkurierdienste in Regierungsauftrag.
Nach dem Krieg baute er Marineflugzeuge zu Verkehrsmaschinen um und bediente damit zunächst die Linie Berlin-Warnemünde. 1919 konstruierte er seine erste echte Passagiermaschine, die SAB P I und nahm mit ihr die erste deutsche Auslandslinie auf: Ab 21. April 1919 flog die Sablatnig Flugzeugbau GmbH im Liniendienst nach Kopenhagen und Stockholm. Das zivile Verkehrsflugzeug SAB P III konstruierte Hans Seehase für ihn. Sablatnig war auch Mitbegründer des Dansk Luftexpress und erwarb Postkonzessionen für die Strecke Stockholm–Göteborg. Außerdem wurde unter seiner Mitwirkung 1919 ein Verband der Luftverkehrswirtschaft gegründet. Nachdem der ehemalige Chef der IdFlieg, Wilhelm Siegert, 1920 als Berater in Sablatnigs Firma gewechselt hatte, beteiligte er sich an einer Linienverkehrsgesellschaft (Lloyd Luftverkehr Sablatnig, durch Fusion mit einer Tochtergesellschaft des Norddeutschen Lloyd entstanden) und bediente Strecken zwischen Berlin und Hessen. In dieser Zeit war unter anderem Victor Entler in seiner Konstruktionsgesellschaft tätig.
1923 fusionierte der Lloyd mit mehreren anderen Luftverkehrsunternehmen (u. a. Deutsche Luft-Reederei und Deruluft) zum Deutschen Aero Lloyd. Sie wurde 1926 mit der Junkers Luftverkehr AG zur Deutschen Luft Hansa fusioniert.
Der Friedensvertrag von Versailles verbot dem Deutschen Reich alle Aktivitäten in der Luftfahrt und so wich er auf ein wenig erfolgreiches Engagement im Automobilbau aus (→ siehe: Sablatnig-Beuchelt). Erst 1931 konnte er bei Junkers Flugzeugwerk AG wieder im Flugzeugbau tätig werden. Bei der Reichspräsidentenwahl 1932 setzten Paul von Hindenburgs Vertreter von Sablatnig entwickelte Lautsprecherflugzeuge für ihre Wahlwerbung ein.
Am 1. Mai 1933 trat er der NSDAP bei (Mitgliedsnummer 2.638.059). Zuletzt mit der Entwicklung von Sturmbootsmotoren betraut, wurde er am 16. Juni 1945 in Berlin von der sowjetischen Besatzungsmacht inhaftiert, weshalb ihn ältere Quellen 1945 als vermisst angeben. Tatsächlich wurde er in das sowjetische Speziallager Buchenwald überführt, wo er 1946 starb.

## Wirkung
Der Zubringer, der von Annabichl über den Klagenfurter Flughafen zur Südautobahn A2 führt, ist nach ihm benannt.